# 月橋晴信
月橋 晴信（つきはし　はるのぶ、1955年４月 – ）は、日本の防衛官僚。

## 人物
群馬県出身。群馬県立前橋高等学校を経て、東京大学法学部卒業。同期に鎌田昭良、筒井和人、山内正和など。

## 略歴
出典:
- 1980年　防衛庁入庁　防衛局計画官付
- 自治大臣官房地域政策課主査
- 1985年4月   人事局人事第三課給与室部員
- 教育訓練局訓練課部員
- 1988年   防衛局防衛課年度班部員
- 1990年   長官官房法規課部員
- 1992年   内閣官房内閣安全保障室
- 1994年   人事局人事第一課部員
- 1995年　仙台防衛施設局施設部長
- 1997年　技術研究本部総務部会計課長
- 1999年　人事教育局厚生課長
- 2000年　防衛施設庁総務部会計課長
- 2002年　防衛施設庁総務部人事課長
- 2003年　技術研究本部総務部長
- 2004年　契約本部総務課長
- 2005年　管理局装備企画課長
- 2006年　防衛施設庁広島防衛施設局長
- 2007年　中国四国防衛局長
- 2008年　大臣官房審議官
- 2010年　装備施設本部副本部長（管理担当）
- 2011年　技術研究本部研究本部副本部長
- 2012年　防衛大学校副校長（企画・管理担当）
- 2014年7月　退官
- 2014年12月   住友生命保険相互会社顧問[3]